# 척수시상로
척수시상로 (spinothalamic tract)는 시상으로 가는 감각 경로인 앞가쪽 계통 (anterolateral system, 전외측계) 또는 배가쪽 계통(ventrolateral system, 복외측계)의 일부이다. 시상의 배쪽뒤가쪽핵 (ventral posterolateral nucleus, 복측후외측핵)으로부터 감각 정보는 중심후회(postcentral gyrus)의 체성감각 피질로 위쪽으로 전달된다.
척수시상로는 두 개의 인접한 경로, 즉 전방 경로와 측면 경로로 구성된다. 앞척수시상로(anterior spinothalamic tract, 전척수시상로)는 거친 접촉(crude touch)에 대한 정보를 전달한다. 가쪽척수시상로(lateral spinothalamic tract, 외측척수시상로)는 통증과 온도를 전달한다.
척수에서 척수시상로는 몸형태배열(somatotopy)을 가지고 있다. 이것은 경추, 흉추, 요추 및 천골 구성 요소의 분절 조직으로 각각 가장 안쪽에서 가장 바깥쪽으로 배열된다.
이 경로는 등쪽기둥-안쪽섬유띠 경로 및 가쪽 겉질척수로 (lateral corticospinal tract, 외측 피질척수로)와 같은 뇌줄기가 아닌 척수 수준에서 교차(decussation)한다. 앞가쪽 계통(anterolateral system)을 구성하는 세 가지 신경로 중 하나이다: 앞쪽과 가쪽 척수시상로(anterior and lateral spinothalamic tract), 척수덮개로(spinotectal tract), 척수그물로(spinoreticular tract).

## 같이 보기
- 브라운 세카르 증후군
- 등쪽기둥–안쪽섬유띠 경로
- 겉질척수로
- 몸형태배열(somatotopy)
- 중간뇌#덮개
- 그물체